# Иванчино (Пермский край)
Иванчино — деревня в Гайнском районе Пермского края. Входит в состав Иванчинского сельского поселения. Располагается южнее районного центра, посёлка Гайны. Расстояние до районного центра составляет 32 км. По данным 

## История
Деревня Иванчино известна с 1623 года, как «Иванчина пустынь». Название произошло от фамилии «Иванчин». Подчинялась ранее Гайнской волости, расстояние до которой было 28 верст. Населённый пункт входит в состав Иванчинского сельского поселения. Преобладающая национальность — коми-пермяки.
В южной части Гайнской волости, Иванчино всегда являлось центральной усадьбой, объединяющей вокруг себя близлежащие деревни – Имасы, Никоново, Краснояры, Чемкосаино. С созданием Советов, деревня Иванчино стала административным центром Иванчинского сельского совета и центральной усадьбой совхоза «Иванчинский». В Иванчино, Гайнах и Пятигорах было сосредоточено почти все земледелие Гайнского района.
Построение деревни Иванчино было уличным, бесплановым. Выделяется административный центр, представляющий собой контору совхоза «Иванчинский», филиал №1 Гайнской районной библиотеки, сельский Дом культуры, магазин, действовала школа первой ступени.
В 1800 году в деревне Иванчино насчитывалось 38 дворов и 244 жителя. По данным на 1 июля 1963 года, в деревне проживало 432 человека. По переписи населения, на 1 января 1983 года насчитывалось уже 106 хозяйств с населением 353 человека. По данным переписи населения 1926 года, в деревне насчитывалось 114 хозяйств, проживало 588 человек (275 мужчин и 313 женщин). По данным Всероссийской переписи населения 2010 года, в деревне проживало 306 человек (155 мужчин и 151 женщина).
Жилые помещения и хозяйственные постройки (избы, дворы, амбары, погреба) были деревянными, крыши крылись тесом.
Каких-либо рукотворных памятников старины, представляющих историческую ценность в деревне Иванчино и вокруг неё нет.
Знатные люди: ветераны труда, участники Великой Отечественной войны – Тиунов Александр Максимович, Степанов Денис
Александрович, Тиунов Федор Васильевич, Степанов Капитон Иванович, Тиунов Алексей Петрович, Мафия и многие другие.
До Октябрьской революции населённый пункт Иванчино входил в состав Гаинской волости, а в 1927 году — в состав Иванчинского сельсовета.
Интересные факты: По рассказам Тиунова Ф.В. и Тиунова А.М. в 1918 году через деревню Иванчино проходили отряды белогвардейцев. Перед их приходом, большинство жителей ушли из деревни и спрятались в окрестных населенных пунктах (Имасы, Никоново). В деревне оставались только старики, которые не могли никуда идти, а также наиболее бедные семьи, которым нечего даже было обуть и одеть. К отрядам белых тогда добровольно примкнули Степанов Кузьма Павлович, Степанов Михаил Игнатьевич, Тиунов Павел Иванович, имеющий офицерское звание. Вместе с белогвардейцами они хозяйничали в домах, покинутых жителями. Были арестованы активисты: Тиунов Владимир Васильевич, Иванчин Федор Григорьевич, Степанов Павел Матвеевич.